# Don S. Davis
Don Sinclair Davis (Aurora, Missouri, 1942. augusztus 4. – Gibsons, Brit Columbia, 2008. június 29.) amerikai színész, képzőművész.

## Élete és pályafutása
A Missouri állambeli Aurorában született és nőtt fel, egy négygyermekes család legfiatalabb tagjaként (bátyjával és két nővérével). 1965-ben, a Southwest Missouri State College elvégzésével színház és művészet szakon szerzett diplomát, az amerikai hadsereg tisztképző programja (ROTC) keretében. 1965 októberében hadnagyi rangban katonai szolgálatba állt. Missouriban, Indianában, majd Koreában állomásozott. Századosként szerelt le 1968 szeptemberében. 1970-ben színház szakon posztgraduális fokozatot szerzett a Southern Illinois University Carbondale-en, majd 1982-ben színháztudományból doktorált. 1981-től a kanadai Vancouverben, a University of British Columbia-n tanított, emellett pedig 1982-től kisebb filmszerepeket vállalt. 1987-ben elhagyta az egyetemet, hogy több időt szentelhessen a filmezésnek.
Legismertebb szerepei közé tartozik Garland Briggs őrnagy a Twin Peaks, William Scully kapitány az X-akták és George S. Hammond tábornok a Csillagkapu című televíziós sorozatokban.

## Magánélete
Kanadai és amerikai kettős állampolgár volt. Első feleségétől egy fia született (Matthew Correy). Második feleségével Ruby-val (akivel 2003-ban kötött házasságot), együtt tervezték visszavonulásukat és Európában történő részbeni letelepedésüket. Szabadidejében szívesen golfozott.
Édesapja hatására gyermekkorától foglalkozott fafaragással, rajzolással és festészettel. Egy 2004-es interjú szerint a hadseregnél leszolgált évei alatt tanult meg igazán rajzolni és festeni, de a Southern Illinois Universityn is folytatott művészeti tanulmányokat. Műveit részben magángyűjteményében helyezte el, részben pedig kisebb galériákban és múzeumokban állította ki.

## Halála
2008. június 29-én szívroham következtében hunyt el. A gyászjelentés szerint néhány héttel később, egy zártkörű családi megemlékezés keretében a hamvait az óceánba szórták. A család arra kérte a rajongókat, hogy az együttérzés jeleként küldendő virágok és ajándékok helyett, amennyiben tehetik, adományozzanak pénzt az American Heart Association (Amerikai Szív Egyesület) számára.

## Személyisége
Kollégái és rajongói egybehangzó véleménye szerint jó kedélyű, barátságos és szerény úriember volt. Colin Cunningham és Joseph Mallozzi blogjaikon felidézték rendkívüli önzetlenségét és áldozatkészségét, mellyel színésztársait támogatta (előbbinek karrierje kezdetétől a mentora volt, míg az utóbbinak felajánlotta, hogy távozik a Csillagkapuból, mikor Richard Dean Anderson csökkenteni kívánta a sorozatban való részvételét – így Jack O'Neill megkapta volna Hammond tábornok posztját, ahogy arra a későbbiekben sor is került, mikor Davis az egészségügyi problémái miatt kénytelen volt részlegesen visszavonulni a színészettől). Rajongói arról számoltak be, hogy a találkozókon barátaiként, illetve régi ismerőseiként fogadta a látogatóit, és rendszeresen szakított időt arra, hogy elbeszélgessen velük. Kiváló történetmesélő hírében állt, aki szívesen szórakoztatott másokat vicces sztorikkal és anekdotákkal.

## Válogatott filmográfia
- Woodshop (2009) – Jamison igazgató
- Wyvern (2009) - Travis Sherman ezredes
- The Uninvited (2009) – Mr. Henson
- A Loch Ness-i szörny visszatér (Beyond Loch Ness, 2008) – Neil Chapman
- Csillagkapu: Continuum (2008) – George S. Hammond tábornok
- Vízimentők (The Guard, 2008) – Chuck
- Odaát (Supernatural, 2007) – Trotter
- Psych – Dilis detektívek (Psych, 2006) – Mr. McCallum
- Csillagkapu (Stargate SG-1, 1997–2004 – állandó szereplő, 2004-2007 – vendégszereplő) – George S. Hammond tábornok
- Az elnök emberei (The West Wing, 1999–) – Don Butler tiszteletes
- G.I. Joe: Valor Vs. Venom (2004) – Wild Bill (hang)
- Ostromállapot (Meltdown, 2004) – NRC Carl Mansfield
- Csoda a jégen (Miracle, 2004) – Bob Fleming
- NCIS (NCIS, 2004) – MTAC irányító tiszt
- Androméda (Andromeda, 2004) – Avineri
- Csillagkapu: Atlantisz (Stargate Atlantis, 2004) – George S. Hammond tábornok
- Savage Island (2003) – Keith Young
- G.I.Joe: Spy Troops the Movie (2003) – Wild Bill (hang)
- Homályzóna (The Twilight Zone, 2003) – dr. Tate
- Chris Isaak Show (The Chris Isaak Show, 2002) – Del
- Egy igaz ügy (Just Cause, 2002) – Thornton
- Deadly Little Secrets (2001) – A Főnök
- Túszmentő (The Hostage Negotiator, 2001) – Alexander Daniels
- A Hatodik Napon (The 6th Day, 2000) – de la Jolla bíboros
- Nem kutya! (Best in Show, 2000) – Mayflower Best in Show, Everett Bainbridge bíró
- Gyanús folyó (Suspicious River, 2000) – golfpólós ember
- Atomvonat (Atomic Train. 1999) – Harlan Ford tábornok
- Con Air - A fegyencjárat (Con Air, 1997) – ember az autóban
- A zendai fogoly (The Prisoner of Zenda, Inc., 1996) – Zapf ezredes
- A rajongó (The Fan, 1996) – Stook
- Alaszka (Alaska, 1996) – Grazer őrmester
- Kopogó szellem (Poltergeist: The Legacy, 1996) – Harold Taggart
- Az élet sűrűjében (The Ranger, the Cook and a Hole in the Sky, 1995) – Mr. Smith
- Végtelen határok (The Outer Limits, 1995) – tábornok, nyomozó
- Mások gyermeke (Someone Else's Child, 1994) – Sherwin Francis
- X-akták (The X-Files, 1994) – William Scully kapitány
- Miért éppen Alaszka? (Northern Exposure, 1994) – Lloyd Hillegas
- Hasznos holmik (Needful Things, 1993) – Willie Rose tiszteletes
- Cliffhanger - Függő játszma (Cliffhanger, 1993) – Stuart
- Hegylakó (Highlander, 1993) – Palance
- Pokoli autópálya (Miracle on Interstate 880, 1993) – Dave
- Columbo: Jobb ma egy veréb… (Columbo: A Bird in the Hand, 1992) – Bertie
- Micsoda csapat! (1A League of Their Own, 1992) – Charlie Collins (edző)
- Hook (1991) – dr. Fields
- A nagy hazárdőr 4 (The Gambler Returns: The Luck of the Draw, 1991) – rodeó bemondó
- Omen IV - Feltámadás (The Omen IV: The Awakening, 1991) – Jake Madison
- Nicsak, ki beszél még? (Look Who's Talking Too, 1990) – dr. Fleischer
- Twin Peaks (1990–1991) – Garland Briggs őrnagy
- Nicsak, ki beszél? (Look Who's Talking, 1989) – dr. Fleischer
- MacGyver (1985–1991) – Dana Elcar kaszkadőre, betonszállító sofőr, Wyatt Porter
- Joanie Loves Chachi (1982) – Benny

## Díjak és jelölések
- 2004: Jelölés Leo-díjra „Dráma sorozat: A legjobb férfi mellékszereplő” kategóriában, a Csillagkapu 7. évadában, a Hősök, 2. részben nyújtott alakításáért
- 2003: Director's Award – „A legjobb mellékszereplő” kategóriában, a Savage Island című filmben nyújtott alakításáért

## Fordítás
- Ez a szócikk részben vagy egészben  a   Don S. Davis című angol Wikipédia-szócikk ezen változatának fordításán alapul.  Az eredeti cikk szerkesztőit annak laptörténete sorolja fel. Ez a jelzés csupán a megfogalmazás eredetét és a szerzői jogokat jelzi, nem szolgál a cikkben szereplő információk forrásmegjelöléseként.

### Magyar nyelven
- Abydos Gate – Csillagkapu :: Hírek – Interjú : Don S. Davis. (Hozzáférés: 2008. július 29.)
- Abydos Gate – Csillagkapu :: Hírek – Interjú – Don S. Davis. (Hozzáférés: 2008. július 29.)
- Abydos Gate – Csillagkapu :: Hírek – Megemlékezések Don S. Davisről. (Hozzáférés: 2008. július 29.)

### Angol nyelven
- Don S. Davis Art. [2011. február 7-i dátummal az eredetiből archiválva]. (Hozzáférés: 2008. július 29.)
- Selmak.Org – Don Davis ~ Main. [2008. május 17-i dátummal az eredetiből archiválva]. (Hozzáférés: 2008. június 24.)
- DonSDavisFans – The Online Don S Davis Fan Club. [2007. augusztus 14-i dátummal az eredetiből archiválva]. (Hozzáférés: 2008. június 24.)